# Andrea Allio der Jüngere
Andrea Allio der Jüngere (auch: Aglio, Daglio, De Aglio, de Lalio, LaDio; * um 1595 in Scaria; † zwischen dem 1. und 10. Januar 1645 in Wien) war ein aus Italien stammender Barock-Baumeister in Wien im 17. Jahrhundert.

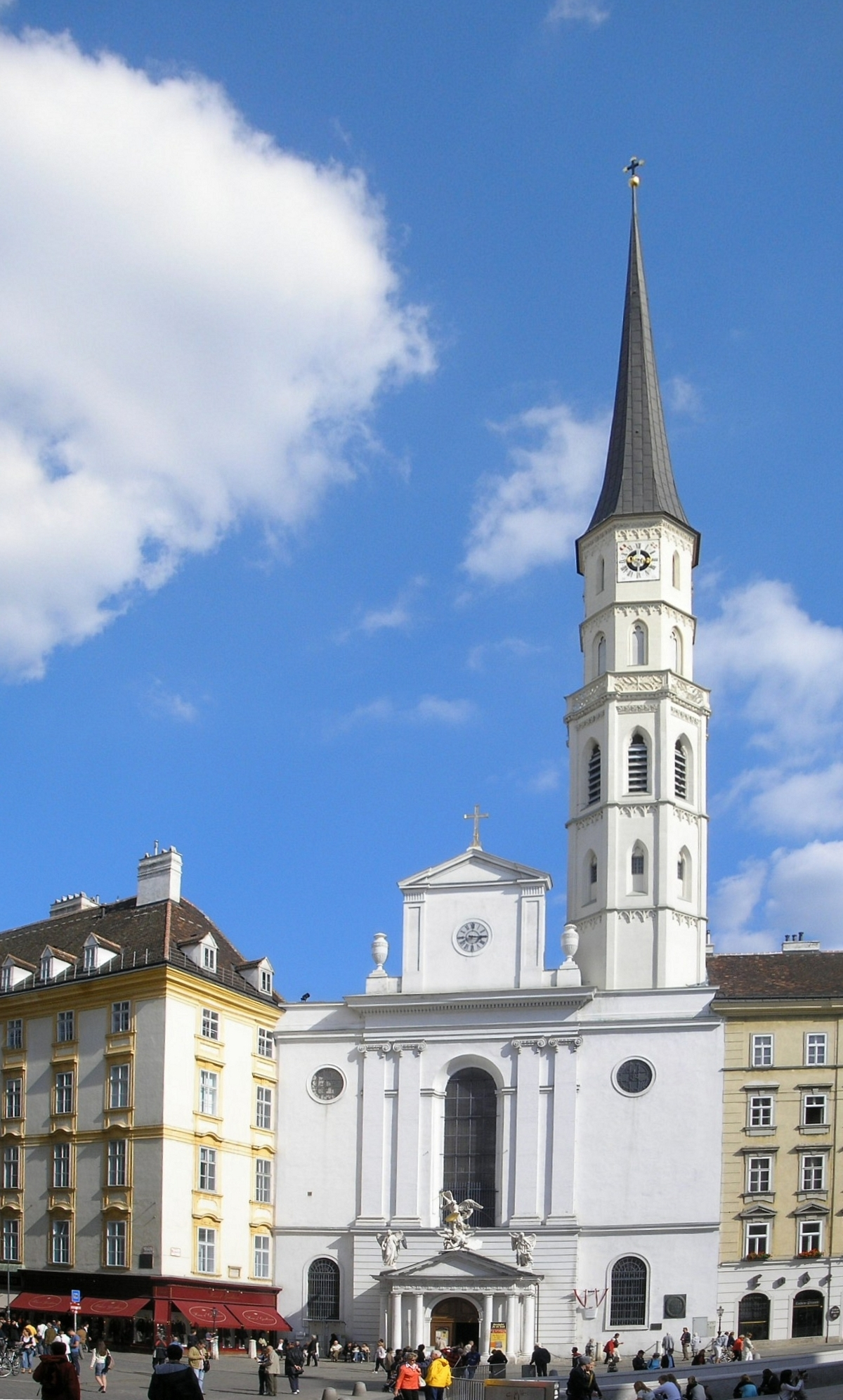
Andrea Allio der Jüngere: Die Michaelerkirche, Wien 1626

## Leben
Andrea entstammte einer weitverzweigten Familie von Bau- und Maurermeistern, Steinmetzen, Bildhauern oder Stuckateuren aus der Umgebung des Comer Sees, aus Scaria im Val d’Intelvi. Seine Eltern hießen Santino und Catarina Allio; sein Onkel war der seit den 1620er Jahren in Wien ansässige Baumeister Andrea Allio der Ältere, der ihn wohl nach Wien holte. Seit 1641 ist der jüngere Allio in Wien nachweisbar. In diesem Jahr heiratete er Lucia Retacco, die Witwe des Wiener Baumeisters und Landmanns Giovanni Battista Orsi. Diese heiratete in seinem Todesjahr den ebenfalls aus seinem Heimatdorf stammenden Wiener Baumeister Silvester Carlone.

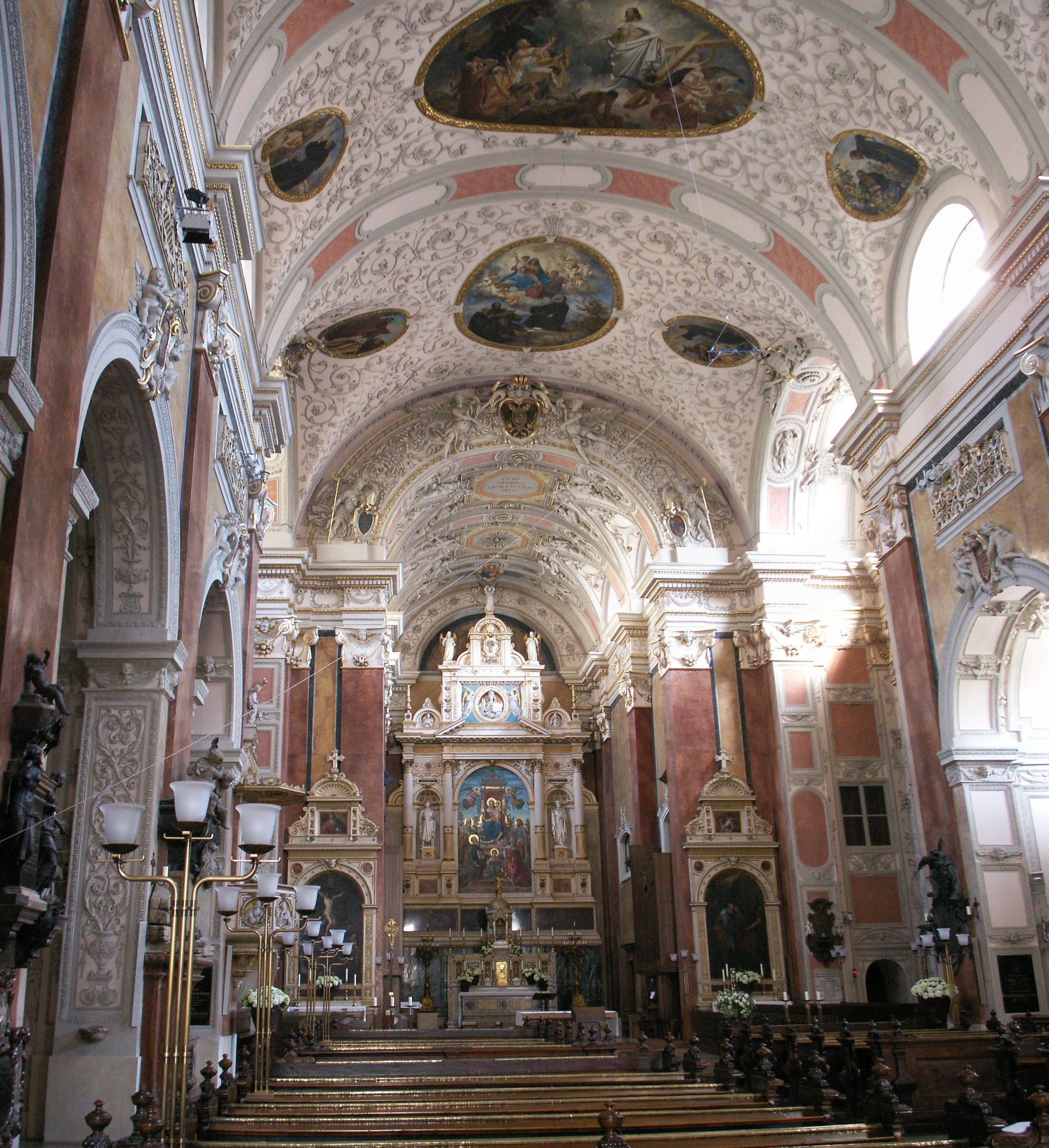
Die Schottenkirche, Wien

## Werk
- Allio der Jüngere war am Um- und Neubau der Michaelerkirche des Barnabiten-Klosters in Wien beteiligt.
- Am 2. März 1643 beauftragte der Abt des Wiener Schottenstiftes, Anton Spindler von Hoffegg (reg. 1642–1648), ihn und seinen Onkel mit der Weiterführung des 1638 begonnenen Teil-Neubaus der baufälligen und bereits teilweise eingestürzten und abgerissenen gotischen Benediktiner-Abteikirche auf der Freyung. Sie schufen eine tonnengewölbte Wandpfeilerbasilika im Stil des italienischen Frühbarocks. Auch bauten sie die Gruft um und veränderten die Westfassade, wobei die beiden Türme nicht fertiggestellt wurden. Als weiterer Wiener Baumeister war Silvester Carlone beteiligt. 1648 erfolgte die Kirchenweihe.
- 1644 führte er den Umbau (Innenhof) an der Casa santa, der Loretokapelle am Hradschin in Prag in Nachfolge von Giovanni Battista Orsi weiter; nach seinem Tod übernahm 1646 Silvester Carlone den Weiterbau.